# 道德律令
道德命令是伊曼努尔·康德提出的一個概念和定言令式，是指立足於道德的條件和規定。有些人不受外界約束，會為自己制定此類符合一定道德要求的規定，而且還會強迫自己執行。